# Тапочау
Тапочау (англ. Tapochau) — самая высокая точка острова Сайпан в составе Северных Марианских островов. Гора расположена в центре острова, к северу от деревни Сан-Висенте и к северо-западу от залива Маджиен. Высота вершины — 474 м (1555 футов). С горы открывается 360-градусный обзор острова, в результате чего гора Тапочау сыграла важную роль во Второй мировой войне.
По состоянию на 2016 год единственная дорога на гору Тапочау — долгий извилистый подъем по рыхлым скалам и массивным выбоинам. По этой тропе опасно двигаться в сырую погоду, а в сухую погоду подъезжать к ней следует только на автомобиле большой проходимости.

## Геология
Основание горы Тапочау покрыто фосфатами, марганцевыми рудами, серой и коралловым известняком. Пик также представляет собой известняковое образование.

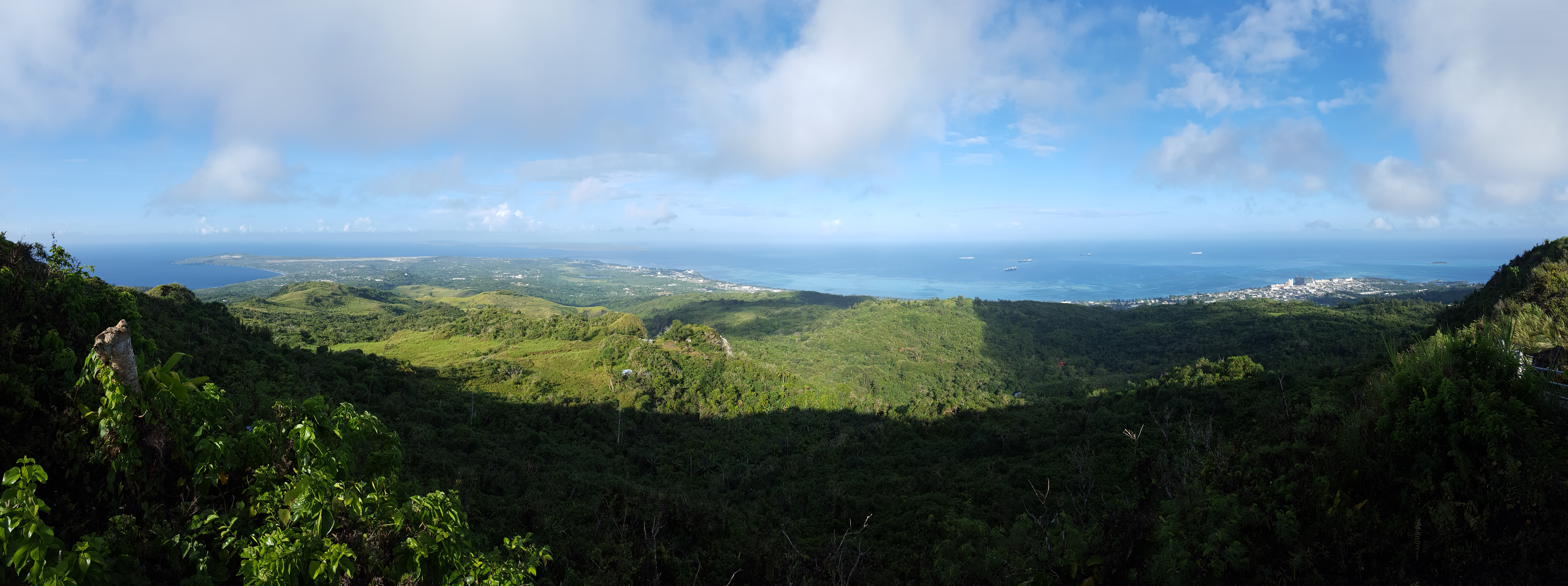
Панорама с вершины горы Тапочау. Вдали слева Тиниан; справа Гарапан